# Musée de la technologie d'Helsinki
Le musée de la technologie d'Helsinki (finnois : Tekniikan museo) est un musée du quartier Vanhakaupunki à Helsinki en Finlande. 
Il est installé dans l'île Kuninkaankartanonsaari, au bord de la baie Vanhankaupunginlahti à l'embouchure du Vantaanjoki.

## Présentation
Le musée de la technologie est musée national spécialisé, fondé en 1969, qui stocke et expose des documents décrivant le développement de la technologie en Finlande. 
Le Musée de la technologie est gérée par la fondation privée du Musée de la technologie.

## Collections
Le musée de la technologie a une collection de 19 000 objets dont seule une petite partie est exposée.
Les expositions du musée décrivent les étapes du developpement la technologie et de l'industrie en Finlande et l'impact de leur développement sur la société, la culture et les conditions de vie des gens.
Les premières expositions du musée ont ouvert en 1972 et traitent entre autres des turbines, de l'hydroélectricité, de l'électricité et des arts graphiques. 
Le musée propose également une exposition intitulée L'invention du fantôme, conçue pour les jeunes enfants, qui inspire la recherche et la perspicacité. 
Le musée accueille aussi des expositions temporaires.
La bibliothèque du musée contient plus de 45 000 livres et périodiques industriels et techniques. Les plus importants sont les ouvrages de génie mécanique et de génie électrique, ainsi que les manuels d'équipements techniques.

## Accès
Le musée est desservi par les bus de la région d'Helsinki:
- Rautatientori: 55, 71 et 78
- Meilahti/Myllypuro: 506
- Kontula/Munkkiniemi: 57

## Vues du musée

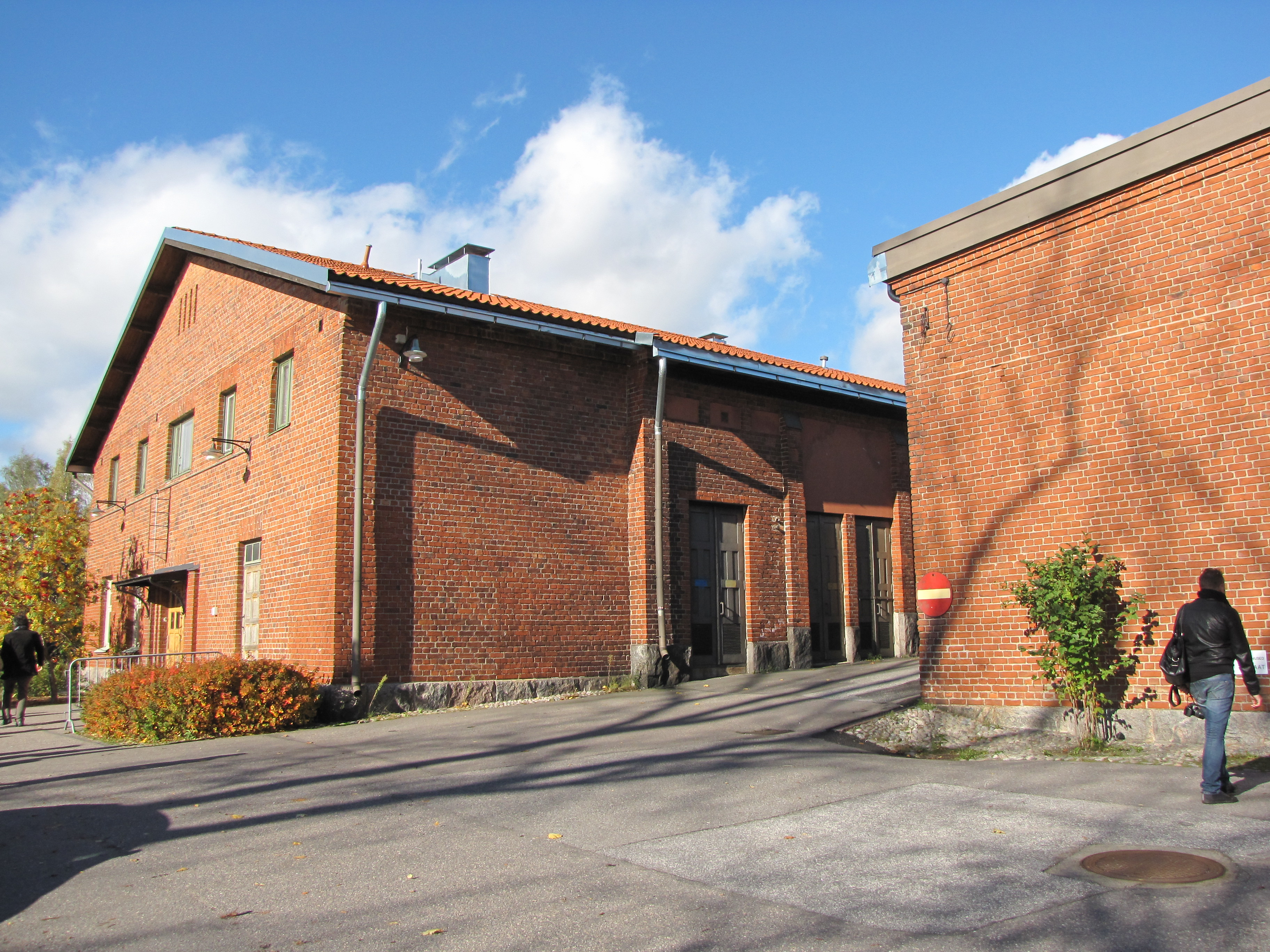
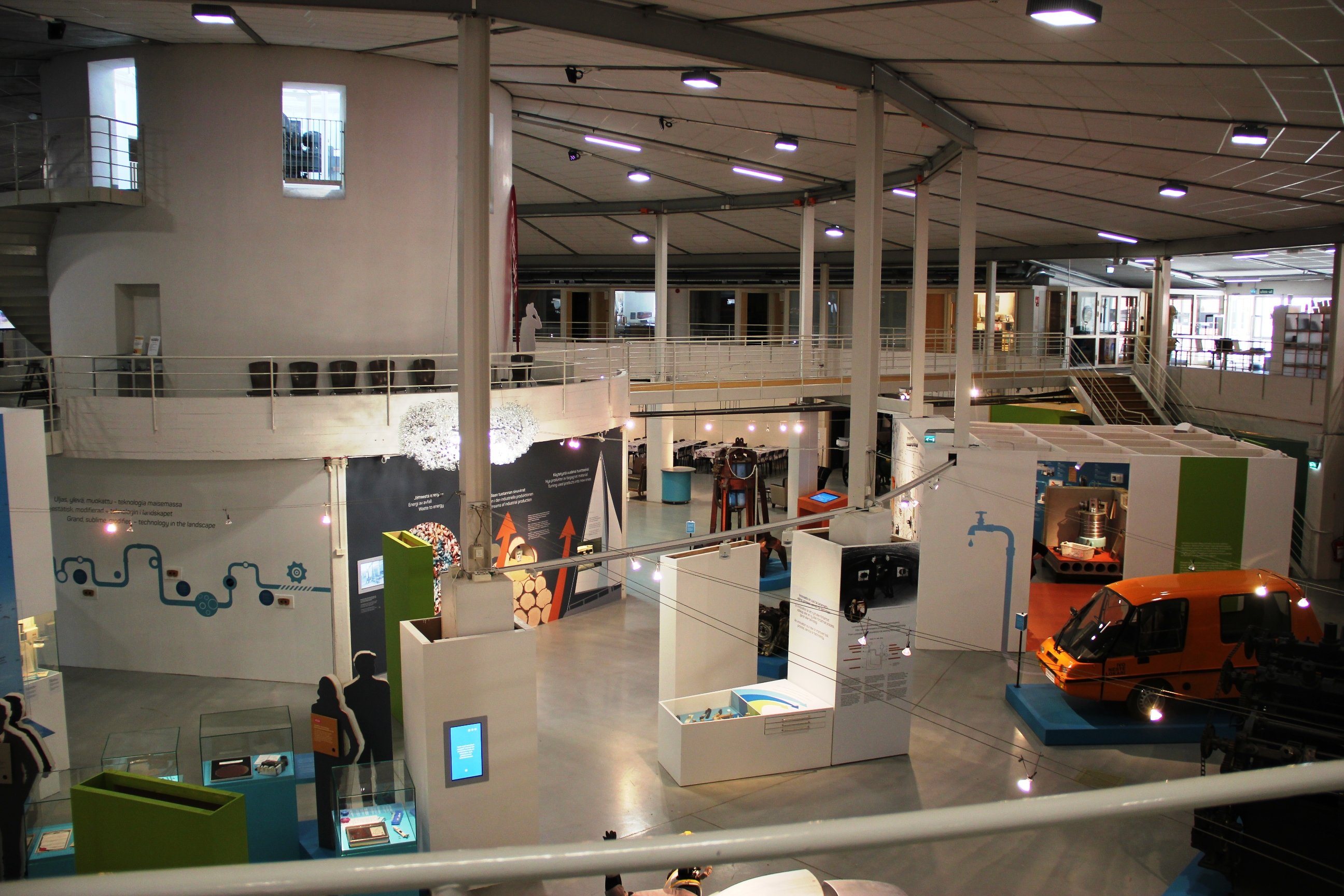
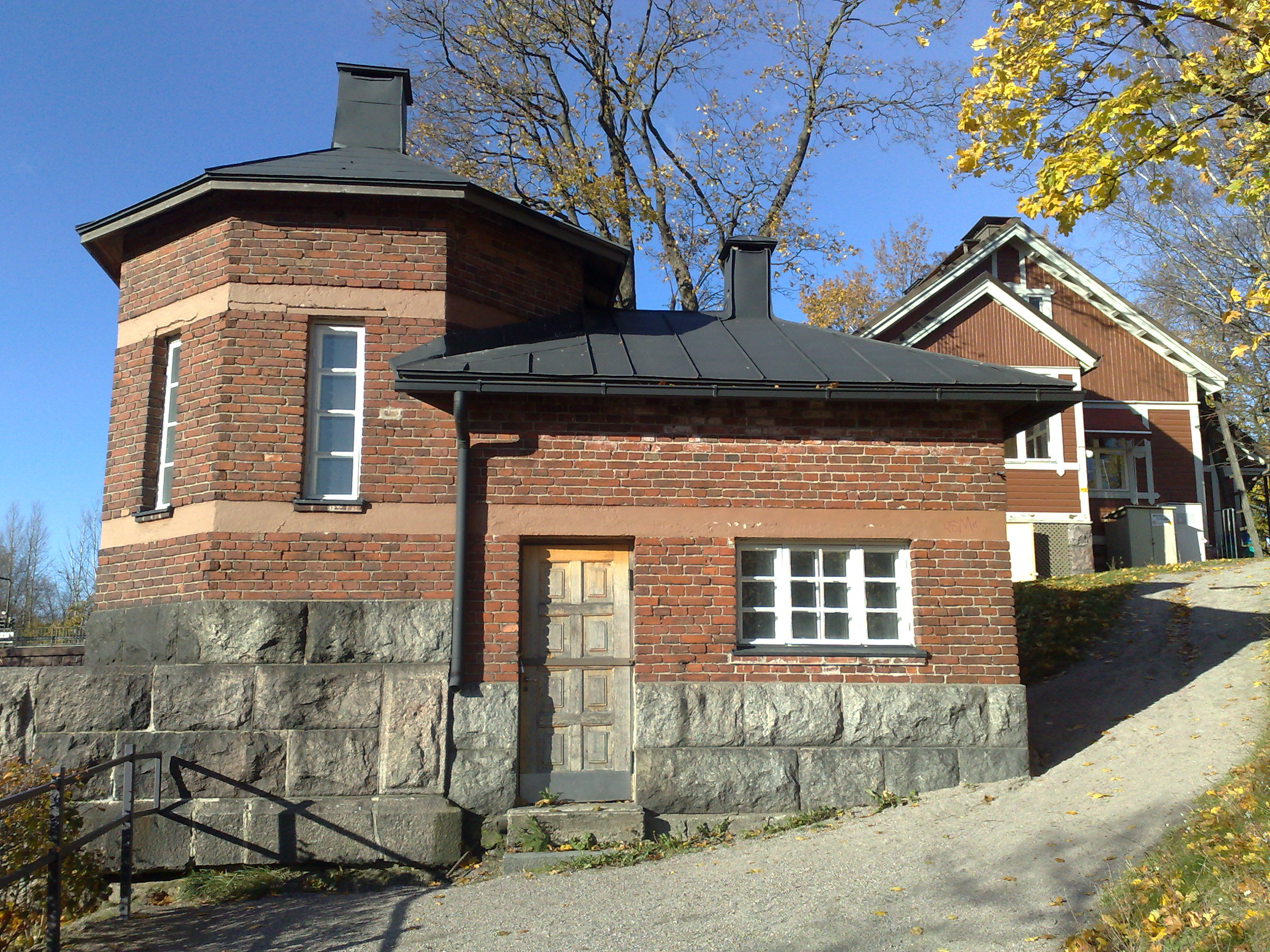
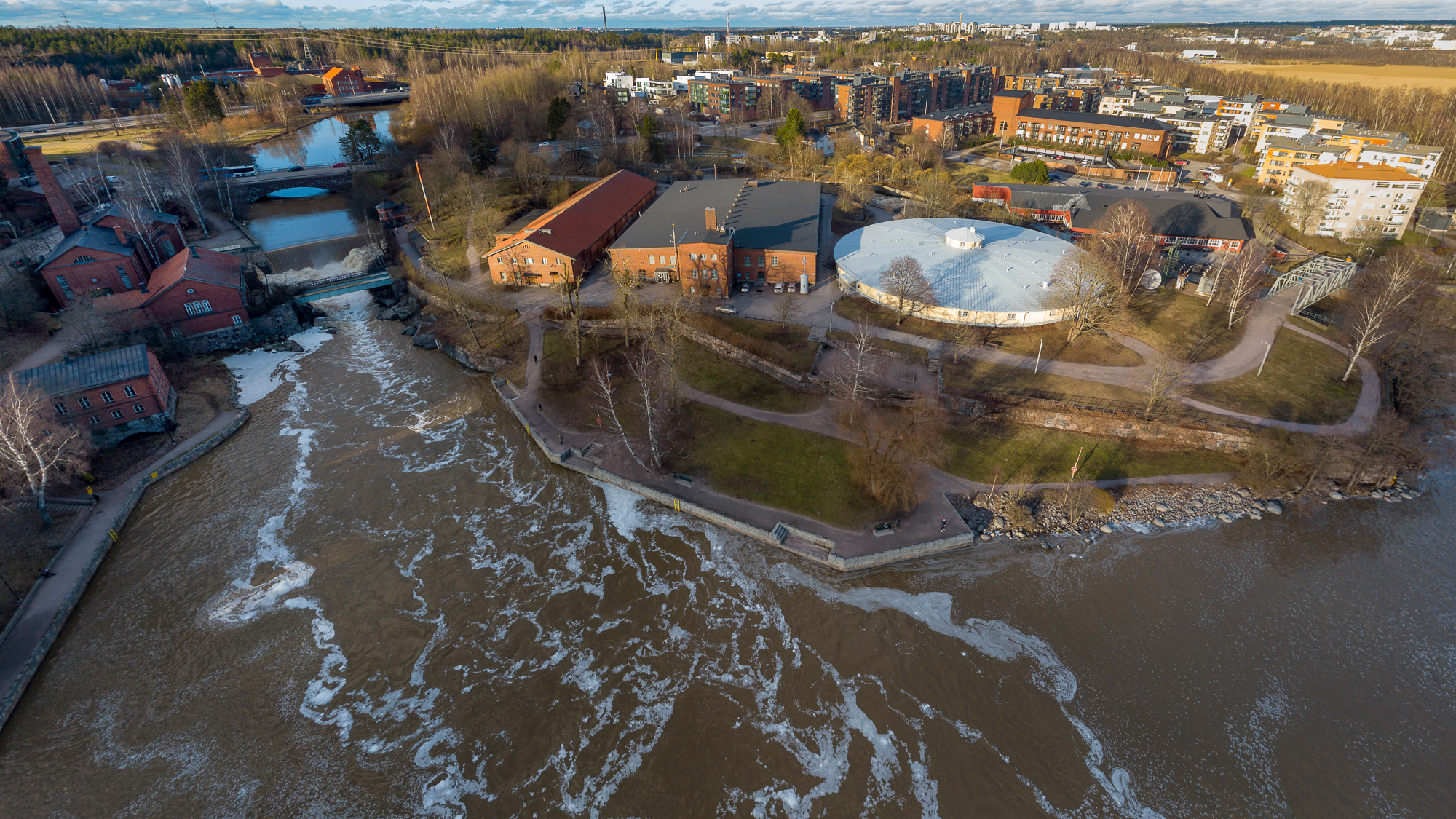